# Byxelkrok
Byxelkrok (uttalas med betoning på sista stavelsen [bykselkro:´k]) är en småort i Borgholms kommun belägen i Böda distrikt (Böda socken) på norra Öland där länsväg 136 från Ottenby  fortsätter till Nabbelund. 
Orten har en liten hamn och en Ica-butik samt en hotellanläggning, Byxelkroks Marina Sea Resort. I hamnen finns ett flertal restauranger och små sjöbodar som är butiker. Byxelkrok har sommartid färjeförbindelse med Oskarshamn med M/S Solsund.
Byxelkrok är ett mål för den sedan 1960-talet årligen återkommande tvådagars segeltävlingen Byxelkroken som körs i september mellan Västervik och Byxelkrok. 
Namnet Byxelkrok härstammar från "Byskogskroken" som avser den bukt som söderut sträcker sig till Tokenäs udde.

## Befolkningsutveckling
| Befolkningsutvecklingen i Byxelkrok 1960–2015                                                             | Befolkningsutvecklingen i Byxelkrok 1960–2015 | Befolkningsutvecklingen i Byxelkrok 1960–2015 | Befolkningsutvecklingen i Byxelkrok 1960–2015 | Befolkningsutvecklingen i Byxelkrok 1960–2015 |
| --- | --------------------------------------------- | --------------------------------------------- | --------------------------------------------- | --------------------------------------------- |
| |                                               |                                               |                                               |                                               |
| År |                                               |                                               | Folkmängd                                     | Areal (ha)                                    |
| 1960 | 1960                                          |                                               | 202                                           |                                               |
| 1965 | 1965                                          |                                               | 219                                           |                                               |
| 1990 | 1990                                          |                                               | 211                                           | 129#                                          |
| 1995 | 1995                                          |                                               | 188                                           | 132#                                          |
| 2000 | 2000                                          |                                               | 160                                           | 132#                                          |
| 2005 | 2005                                          |                                               | 149                                           | 132#                                          |
| 2010 | 2010                                          |                                               | 129                                           | 140#                                          |
| 2015 | 2015                                          |                                               | 165                                           | 212#                                          |
| Anm.: Upphörde som tätort 1970. Ej tätort 1990 på grund av för hög andel fritidsbebyggelse. # Som småort. |                                               |                                               |                                               |                                               |

## Idrott
Fram till och med början på 2000-talet hade orten ett fotbollslag, Byxelkroks AIK som spelade på idrottsplatsen i byn. 2002 kom man sist i Division 5 Småland Sydöstra och med det lade man ner verksamheten.